# 丰索磷
丰索磷（英語：Fensulfothion）是一种杀虫剂和杀线虫剂，主要用于玉米、洋葱、芜菁甘蓝、香蕉、菠萝、甘蔗、甜菜、花生等作物的虫害防治。丰索磷有剧毒，并被列入美国国家环保局制定的极度危险物质列表中。